# Lukas Klünter
Lukas Klünter est un footballeur allemand, né le 26 mai 1996 à Euskirchen (Allemagne), évoluant au poste de latéral droit au Waldhof Mannheim.

## Biographie

### En équipe nationale
Avec les moins de 19 ans, il participe au championnat d'Europe des moins de 19 ans en 2015. Lors de cette compétition, il joue trois matchs : contre l'Espagne, les Pays-Bas, et la Russie.
Avec les espoirs, il participe au championnat d'Europe espoirs en 2017, mais en restant sur le banc des remplaçants. L'Allemagne remporte le tournoi en battant l'Espagne en finale.

## Statistiques
| Saison                | Club                  | Championnat           | Championnat | Championnat | Coupe(s) nationale(s) | Coupe(s) nationale(s) | Compétition(s) continentale(s) | Compétition(s) continentale(s) | Compétition(s) continentale(s) | Total | Total |
| Saison                | Club                  | Division              | M.          | B.          | M.                    | B.                    | Comp.                          | M.                             | B.                             | M.    | B.    |
| 2015-2016             | FC Cologne            | Bundesliga            | 1           | 0           | -                     | -                     | -                              | -                              | -                              | 1     | 0     |
| 2016-2017             | FC Cologne            | Bundesliga            | 8           | 1           | -                     | -                     | -                              | -                              | -                              | 8     | 1     |
| 2017-2018             | FC Cologne            | Bundesliga            | 19          | 1           | 2                     | 0                     | C3                             | 3                              | 0                              | 24    | 1     |
| Sous-total            | Sous-total            | Sous-total            | 28          | 2           | 2                     | 0                     | -                              | 3                              | 0                              | 33    | 2     |
| 2018-2019             | Hertha Berlin         | Bundesliga            | 10          | 0           | 1                     | 0                     | -                              | -                              | -                              | 11    | 0     |
| 2019-2020             | Hertha Berlin         | Bundesliga            | 23          | 0           | 1                     | 0                     | -                              | -                              | -                              | 24    | 0     |
| 2020-2021             | Hertha Berlin         | Bundesliga            | 11          | 0           | -                     | -                     | -                              | -                              | -                              | 11    | 0     |
| 2021-2022             | Hertha Berlin         | Bundesliga            | 5           | 0           | 1                     | 0                     | -                              | -                              | -                              | 6     | 0     |
| Sous-total            | Sous-total            | Sous-total            | 49          | 0           | 3                     | 0                     | -                              | 0                              | 0                              | 52    | 0     |
| 2022-2023             | Arminia Bielefeld     | 2.Bundesliga          | 23          | 0           | -                     | -                     | -                              | -                              | -                              | 23    | 0     |
| Sous-total            | Sous-total            | Sous-total            | 23          | 0           | 0                     | 0                     | -                              | 0                              | 0                              | 23    | 0     |
| Total sur la carrière | Total sur la carrière | Total sur la carrière | 100         | 2           | 5                     | 0                     | -                              | 3                              | 0                              | 108   | 2     |

## Palmarès
- Vainqueur du championnat d'Europe espoirs en 2017 avec l'équipe d'Allemagne espoirs